# Ayston
Ayston est un village et une paroisse civile du Rutland, en Angleterre. Il est à environ 1,6 km au nord-ouest d'Uppingham, près de la jonction de l'A47 et l'A6003.
La population du village était inférieure à 100 habitants au recensement de 2011 et est incluse dans la paroisse civile de Ridlington. Le nom du lieu signifie la ferme (ou la maison) d'Aethelstan. Le domaine fut accordé à Aethelstan, ministre d'Édouard le Confesseur, en 1046.

L'Église de la Vierge Marie d'Ayston (en), classée en grade II *, est administrée par le Churches Conservation Trust (en) depuis avril 2014.